# پیک سیتی (داکوتای شمالی)
پیک سیتی(به انگلیسی: Pick City) شهری در ایالت داکوتای شمالی کشور ایالات متحده آمریکا است که جمعیت آن در سرشماری سال ۲۰۱۰ میلادی، ۱۲۳ نفر بوده‌است.